# Caririaçu
Caririaçu là một đô thị thuộc bang Ceará, Brasil. Đô thị này có diện tích 623,823 km², dân số năm 2007 là 26378 người, mật độ 42,28 người/km².